# Mara Lake
Der Mara Lake ist ein See im Shuswap Country der kanadischen Provinz British Columbia.

## Lage
Er liegt unmittelbar südlich der Gemeinde Sicamous und nördlich der Gemeinde Enderby. Als Zufluss mündet der Shuswap River, welcher in den Monashee Mountains entspringt und ostwärts fließt. Den Abfluss bilden die Sicamous Narrows, welche einen kurzes kanalartiges Fließgewässer darstellen und in den Shuswap Lake münden; bei Sicamous passieren sie den Trans-Canada Highway und die Hauptstrecke der Canadian Pacific Railway. Alle diese Gewässer gehören zum Einzugsgebiet des South Thompson River, welcher den Abfluss des Little Shuswap Lake darstellt.
Der See ist vom Shuswap Lake aus per Schiff erreichbar und ein beliebter Ort zum Bootfahren. An seinem Ufer liegen außer der Mara Provincial Park und die Mara Point Site des Shuswap Lake Marine Provincial Park.

## Namensherkunft
Der See ist nach John Andrew Mara, einem Händler, Rancher und Politiker aus Toronto, benannt.

## Geschichte
Von Juni 1915 bis Juli 1917 bestand ein Internierungslager aus Zelten und Baracken am Mara Lake.

## Nahe Ortschaften
Die Region Sicamous wird in jedem Sommer von vielen Touristen aufgesucht. Schätzungsweise 90 % der Bevölkerung der nahen Ortschaft Swansea Point ist nur saisonal anwesend, dazu kommen tausende Besucher im Juli und August.